# 伊泰莲娜
伊泰莲娜首饰精品（中山）有限公司是位于中国中山市坦洲镇的一家首饰制造企业，成立于1995年，是香港伊泰莲娜（集团）有限公司下属的一个子公司，该公司产品的主打品牌为伊泰莲娜（italina），主要产品有戒指、耳环、项链、胸花、头饰、手链、脚链等。据世界品牌实验室（World Brand Lab）在2005年9月发布的《2005年世界顶级奢侈品100品牌排行榜》，伊泰莲娜的珠宝排名在68位。